# Kozel
Kozel je priimek v Sloveniji, ki ga je po podatkih Statističnega urada Republike Slovenije na dan 1. januarja 2010 uporabljalo 446 oseb.

## Znani nosilci priimka
- Franc Kozel, policist in veteran vojne za Slovenijo
- Peter Kozel, krasoslovec, speleobiolog
- Štefan Kozel, pesnik